# César Alcides Balbín Tamayo

Bischofswappen von César Alcides Balbín Tamayo.

César Alcides Balbín Tamayo (* 8. September 1958 in Santa Rosa de Osos) ist ein kolumbianischer Geistlicher und römisch-katholischer Bischof von Cartago.

## Leben
César Alcides Balbín Tamayo empfing am 19. November 1985 die Priesterweihe für das Bistum Santa Rosa de Osos.
Papst Franziskus ernannte ihn am 28. Januar 2015 zum Bischof von Caldas. Die Bischofsweihe spendete ihm der Apostolische Nuntius in Kolumbien, Erzbischof Ettore Balestrero, am 7. März desselben Jahres. Mitkonsekratoren waren der Bischof von Santa Rosa de Osos, Jorge Alberto Ossa Soto, und der Erzbischof von Barranquilla, Jairo Jaramillo Monsalve. Die Amtseinführung im Bistum Caldas fand am 19. März 2015 statt.
Am 18. Oktober 2021 ernannte ihn Papst Franziskus zum Bischof von Cartago. Die Amtseinführung erfolgte am 9. Dezember desselben Jahres.